# Kurija Gluck – Hafner
Kurija Gluck – Hafner kurija je u naselju Brezje koje je u sastavu općine Sveta Nedelja. Zaštićeno je kulturno dobro.

## Opis dobra
Kurija Gluck – Hafner smještena je u naselju Brezje usred prostranog parka bogate i raznolike vegetacije. Izgrađena je sredinom 19. stoljeća kao jednokatnica pravokutne osnove s četverostrešnim krovištem. Prostor prvog kata dugačkim je hodnikom podijeljen u dva niza prostorija. U prednjem su dijelu tri anfiladno povezane prostorije dok su u stražnjem dijelu prostorije utilitarnog karaktera. Vanjski zidni plašt čine prizemna ploha izvedena u rustici s manjim pravokutnim prozorima i katna glatka ploha s većim pravokutnim prozorima koju zaključuje vijenac snažne profilacije. Svojim prostornim konceptom i artikulacijom vanjskog zidnog plašta kurija predstavlja tipičan primjer 19. stoljeća.

## Zaštita
Pod oznakom Z-1457 zavedena je kao nepokretno kulturno dobro – pojedinačno, pravna statusa zaštićena kulturnog dobra, klasificirano kao "profana graditeljska baština".